# Pierre Mankowski
Pierre Mankowski (* 1951) ist ein ehemaliger französischer Fußballspieler und -trainer. Er ist polnischer Abstammung.

## Karriere
Mankowskis Trainerkarriere begann beim SM Caen, bevor er Abstecher zu den französischen Vereinen AC Le Havre, OSC Lille, AS Saint-Étienne und Racing Straßburg machte.
2002 wurde er für acht Jahre Co-Trainer der französischen Nationalmannschaft, wo er unter anderem Zinédine Zidane trainierte.
Mit der französischen U-20 Nationalmannschaft gewann er die U-20-Fußball-Weltmeisterschaft 2013 mit Spielern wie Paul Pogba, Florian Thauvin, Samuel Umtiti und Alphonse Aréola.
Aktuell ist er als Berater beim schottischen Verein Caledonian Braves tätig.